# 제왕연대력
《제왕연대력》(帝王年代曆)은 신라의 최치원 (崔致遠, 857~?)이 신라 역대 왕을 중심으로 서술했으리라 추정되는 역사서이다.
현재 전하는 제왕연대력은 일제시대에 필사한 필사본이며 위서로 보는 시각(한글 '에'가 보이고 우발수를 在今寧邊府라 표시한 것 등의 근거로)이 강하다.
현전 《제왕연대력》은 유교사관(儒敎史觀)에 입각해서 역사를 정리한 것이며, 연표형식이다. 《삼국사기》에 따르면, 여기에는 거서간(居西干), 차차웅(次次雄), 이사금(尼師今), 마립간(麻立干) 등 신라왕의 고유한 명칭이 모두 야비하여 족히 칭할 만한 것이 못된다고 하여, 호칭을 왕(王)으로 모두 바꾸었는데, 이는 유교사관에 입각해서 신라문화를 이해하려는 역사 인식에서 말미암은 것이다.

## 같이 보기
- 최치원
- 삼국사기
- 일연 (1281). 〈권제1 제이남해왕 條〉. 《삼국유사》.